# Ding Shande
Ding Shande (født 12. november 1911 i Kunshan, Suzhou, Kina, død 8. december 1995) var en kinesisk komponist, pianist, lærer og rektor.
Shande studerede klaver på Shanghais Nationale Musikkonservatorium, og senere komposition på Musikkonservatoriet i Paris hos Arthur Honegger og Nadia Boulanger. Han var lærer og senere rektor på Musikkonservatoriet i Shanghai. Shande har skrevet en symfoni "Den Lange March" (som han nok er mest kendt for), orkesterværker, kammermusik, instrumental musik for mange instrumenter, korværker, vokalmusik etc.

## Udvalgte værker
- Symfoni "Den lange march" (1962) - for stort orkester
- Klaverkoncert - for klaver og orkester